# Comune di Tinglev
Il comune di Tinglev (in tedesco Tingleff), fino al 1º gennaio 2007 è stato un comune danese situato nella contea dello Jutland Meridionale, il comune aveva una popolazione di 10 148 abitanti (2005) e una superficie di 326 km².
Capoluogo era la cittadina omonima.
Dal 1º gennaio 2007, con l'entrata in vigore della riforma amministrativa, il comune è stato soppresso e accorpato, insieme ai comuni di Aabenraa, Bov, Lundtoft e Rødekro per costituire il riformato comune di Aabenraa.